# Singapore Indoor Stadium
Het Singapore Indoor Stadium (Chinees: 新加坡室内体育馆, Maleis: Stadium Tertutup Singapura, Tamil: சிங்கப்பூர் மூடப்பட்ட அரங்கம்) is een overdekte sportarena.  Het stadion ligt in de wijk Kallang in de Central Region in de stadstaat Singapore. Het is gelegen aan de linkeroever van de Singapore River vlak naast het National Stadium waarmee het samen de Singapore Sports Hub vormt.
Het bouwwerk ontworpen door de Japanese architect Kenzo Tange werd gebouwd van 1985 tot 1987 en opende zijn deuren in 1989. Het kostte 90 miljoen Singaporese dollar en biedt plaats aan 12.000 toeschouwers.
Het Singapore Indoor Stadium was een van de locaties van onder meer de Olympische Jeugdzomerspelen 2010 (Badminton en Tafeltennis) en de Zuidoost-Aziatische Spelen 2015. Sinds 2007 wordt een van de jaarlijkse badmintontoernooien in de BWF Super Series hier gehost en van 2014 tot en met 2018 de jaarlijkse seizoensafsluiting van het vrouwentennis de WTA Tour Championships. Het Stadium wordt ook regelmatig gebruikt voor optredens van bekende artiesten.
De Singapore Sports Hub is bereikbaar met het openbaar vervoer via het metrostation Stadium op de Circle Line en zal vanaf 2023 ook bereikbaar zijn via het station Tanjung Rhu op de Thomson-East Coast Line.